# Robert Monckton
Pour les articles homonymes, voir Monckton.
Robert Monckton (24 juin 1726-21 mai 1782) est un officier de l'armée britannique qui a servi en Amérique de 1752 à 1763, notamment pendant la guerre de la Conquête. En 1755, il s'empare des forts français de Beauséjour et Gaspareau et dirige la déportation des Acadiens. Nommé brigadier en 1759 sous le commandement du général James Wolfe, il s'installe à la pointe de Lévis où il supervise le bombardement de la ville de Québec pendant tout l'été. Il participe à la bataille de la Montmorency (31 juillet 1759) et commande en second lors de la bataille des plaines d'Abraham (13 septembre 1759). Il y est blessé à la poitrine. Rapidement remis, il retrouve le commandement de la ville jusqu'en octobre. Il s'empare de la Martinique en 1762. Monckton est aussi député en Angleterre, notamment de Portsmouth de 1778 jusqu'à son décès en 1782.

## Biographie

### Enfance et formation
Robert Monckton est né dans le Yorkshire le 24 juin 1726. Il est le fils de John Monckton, vicomte Galway, et de Lady Elizabeth Manners. Il a un frère, William, trois demi-frères (John, Henry, Edward) et une demi-sœur (Mary). Son enfance est marquée par la mort de sa mère en 1730. À partir de 1737, il entre à l'école de Westminster. Il quitte ses études en 1741 pour commencer une carrière militaire. Cette année-là, il reçoit une commission d'enseigne dans le 3e régiment des Foot Guards. Il prend part à la guerre de Succession d'Autriche, notamment à Dettingen et à Fontenoy. Il devient ensuite capitaine dans le 34e d'infanterie (1744), major (1747-1748) et lieutenant-colonel (1751-1752). Outre l'armée, il est également député à la Chambre des communes, siégeant pour le comté de Pontefract (1751 à 1754, puis quelques mois en 1774).

### La déportation des Acadiens en 1755
En 1752, Monckton se voit attribuer le commandement du fort Lawrence, situé dans l'isthme de Chignectou. Les années qui suivent sont tranquilles. En 1755, Monckton met la main sur des documents précieux, pris par l'espion T. Pichon, décrivant le système défensif, l'emplacement des canons et les effectifs des forts français de l'isthme de Chignectou. Monckton aura très bientôt l'occasion de s'en servir.
Charles Lawrence est bien décidé à mettre un terme à ce qu'il considère comme l'empiètement des Français dans la baie de Chignectou. Monckton reçoit l'ordre de mener une expédition contre les forts Beauséjour et Gaspareau. Le 2 juin, sa flotte mouille à l'embouchure de la rivière Missaguash. Le 13 juin, le lieutenant-colonel Robert Monckton, qui commande environ 2000 Anglo-Américains et 300 Britanniques, commence à bombarder le fort Beauséjour. Le 16 juin, le commandant du fort, Louis Du Pont Duchambon de Vergor, capitule. Le lendemain, c’est au tour du fort Gaspareau, commandé par Benjamin Rouer de Villeray, de capituler, et ce, avant même d'être attaqué. Dans les jours suivants, Monckton fait restaurer le fort Beauséjour et recommande la clémence envers les Acadiens. 

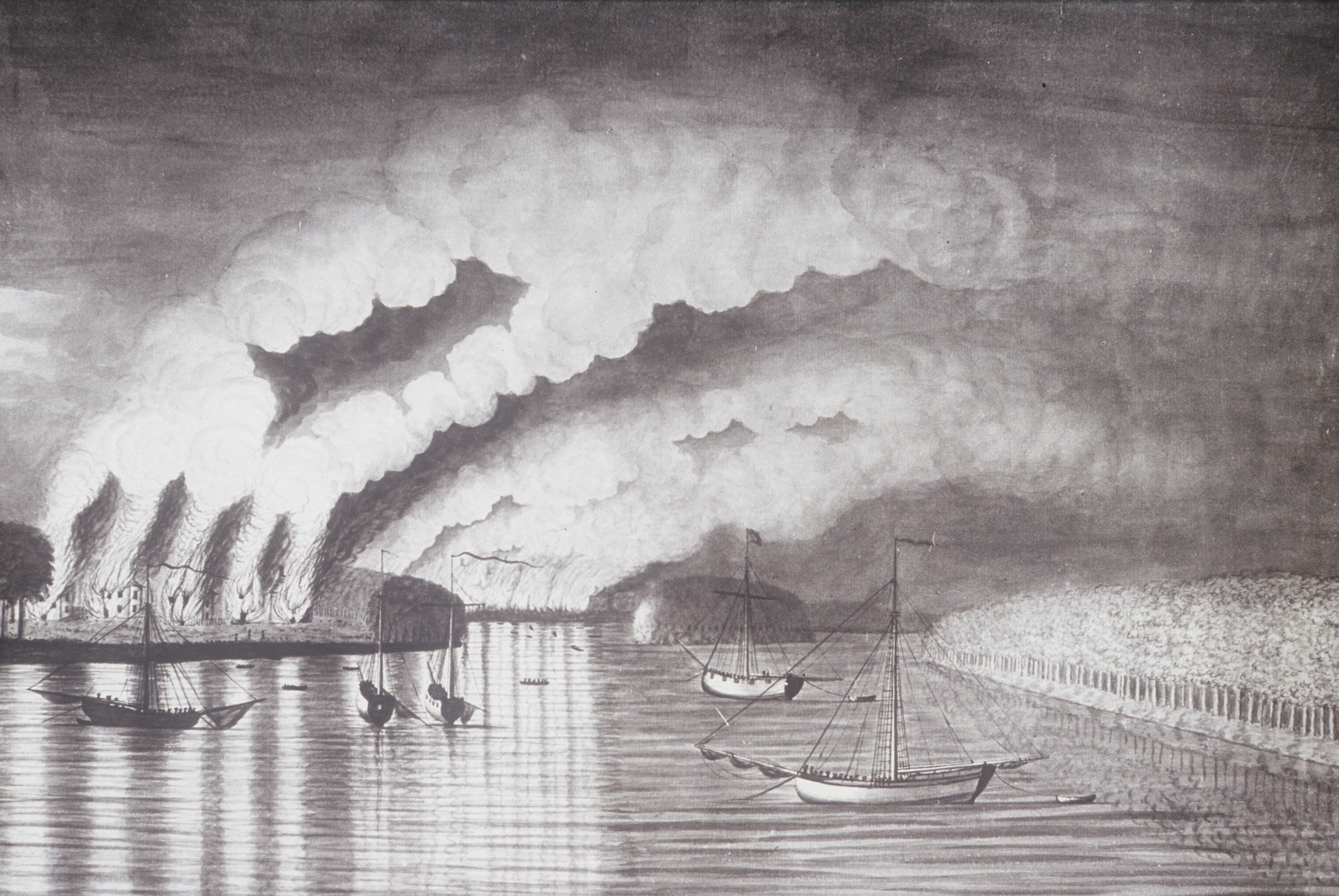
Monckton commande une expédition contre les établissements français de la rivière Saint-Jean en 1758. Vue de Thomas Davies, 1758.

Entre 1200 à 1500 Acadiens ont servi comme miliciens auprès de Vergor au fort de Beauséjour. Afin de leur éviter des représailles, le commandant français a préparé une preuve écrite affirmant qu’il les a contraints à prendre les armes. Charles Lawrence, lieutenant-gouverneur de la Nouvelle-Écosse, se montre toutefois intransigeant. Il exige que les Acadiens prêtent le serment de fidélité à la Couronne britannique. Comme ils refusent, Monckton est contraint de confisquer et brûler leurs terres, leurs maisons et leur bétail. La population est quant à elle transportée en dehors de la Nouvelle-Écosse. Ce sont les premiers Acadiens placés de force sur des navires britanniques.
Le 28 juillet 1755, la déportation des Acadiens commence sur une plus large échelle. Elle durera huit ans au terme de laquelle 10 000 des 13 000 Acadiens auront été déportés, notamment vers les colonies américaines. En récompense, Monckton est nommé lieutenant-gouverneur de la Nouvelle-Écosse (1755-1761). À l'automne 1758, il conduit une expédition à la rivière Saint-Jean pour déloger les Acadiens qui s'y trouvent.

### Le siège de Québec de 1759

#### Le bombardement de la ville
À la fin de 1758, James Wolfe est nommé à la tête d'une expédition destinée à prendre Québec l'année suivante. Il propose trois noms pour occuper les postes de brigadier lors de cette campagne : Robert Monckton, James Murray et Ralph Burton (finalement écarté au profit de George Townshend). Monckton, qui a une excellente connaissance de l’Amérique du Nord puisqu'il y sert depuis 1752, est nommé commandant en second de l’expédition. Il dirige l'une des trois brigades qui s'embarquent avec Wolfe et ses 8 500 hommes au printemps de 1759.
La flotte britannique arrive devant Québec en juin 1759. Le 30 juin, la brigade de Monckton, qui compte alors 3 000 hommes, est dépêché à Beaumont afin de sécuriser la flotte britannique. Il fait rapidement installer des batteries à la pointe de Lévis. Un premier combat naval a lieu le 1er juillet, au terme duquel une dizaine des hommes de Monckton meurent. Dans la nuit du 12 au 13 juillet, des miliciens de Québec mènent une expédition afin de déloger les batteries de la pointe de Lévis où se trouve le camp de Monckton, en vain. Le bombardement commence la nuit même. Il durera tout l'été. Le lieutenant-colonel George Williamson, commandant de l'artillerie, affirme avoir lancé plus de 18 000 projectiles sur Québec de la mi-juillet au début septembre 1759. Le curé Récher soutient pour sa part que ce sont plutôt 50 000 projectiles qui ont dévasté la ville au cours l'été.

#### La bataille de la Montmorency
Le 31 juillet 1759, Monckton reçoit l'ordre de diriger ses hommes par bateaux vers la Montmorency, près du camp de l'armée française à Beauport. Au début de la soirée, la brigade de Monckton débarque sur les battures. Le ciel est à l'orage. Sans attendre les troupes de Townshend et de Murray, Monckton se met en marche avec sa brigade. Après une quinzaine de minutes de tirs entre les armées de Wolfe et de Montcalm, un violent orage vient mettre un terme au combat. La bataille de Montmorency aura fait 450 tués et blessés du côté des Britanniques, une centaine du côté des Français. Après cet échec, Monckton retourne à son camp de la pointe de Lévis.

#### La bataille des plaines d'Abraham et la capitulation
Murray rejoint Monckton le 25 août à la pointe Lévis. Le 27 août, le général Wolfe, qui est malade et qui a des sautes d'humeur de plus en plus fréquentes, consulte ses brigadiers par écrit au sujet du plan d'attaque à venir. Il soumet trois ordres d'attaque du camp de Beauport. Deux jours plus tard, les trois brigadiers proposent plutôt un débarquement en amont de Québec, à Pointe-aux-Trembles (Neuville), afin de couper l'approvisionnement en hommes et en vivres à l'armée de Louis-Joseph de Montcalm. Wolfe se range à cette proposition avant de finalement changer d'idée le 9 septembre. Le débarquement se fera à l'anse au Foulon. 

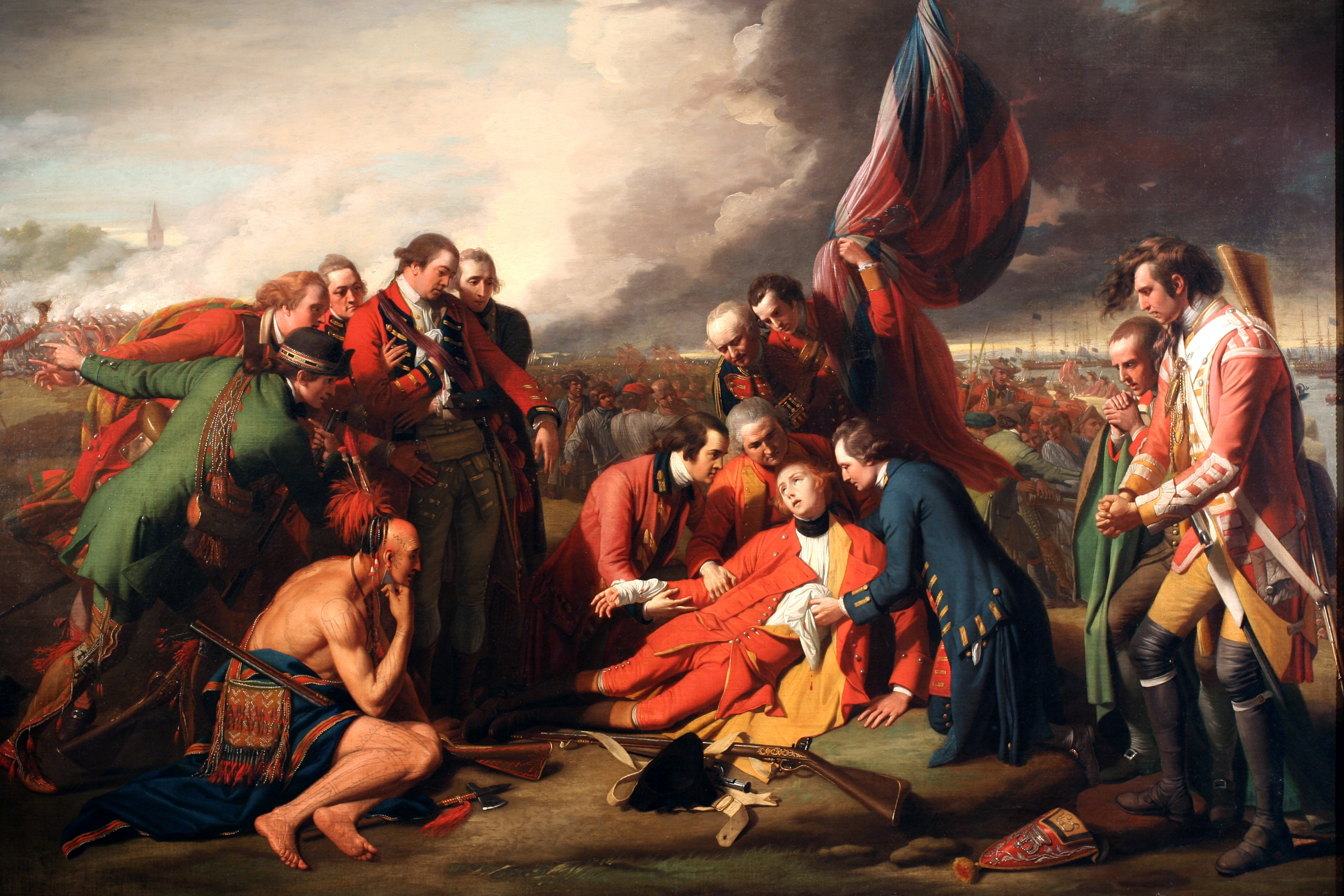
Sur cette toile de Benjamin West (1770) représentant la mort du général Wolfe, Monckton est debout à gauche, tenant un mouchoir contre sa poitrine. Il jette un dernier regard au général. Murray et Townshend sont absents du tableau.

Le 13 septembre, Monckton participe au débarquement de l’anse au Foulon. Au cours de la bataille qui s'engage sur les plaines d'Abraham, il est responsable de l’aile droite de l’armée britannique commandée par James Wolfe. Il y est gravement blessé à la poitrine. Comme le général est tué et le second dans l'ordre de commandement ne peut plus combattre, c'est Towhshend qui prend les choses en main. Rapidement remis de ses blessures, Monckton retrouve le commandement de l'armée.

Le 22 septembre 1759, Monckton publie une ordonnance dans laquelle il permet aux civils de retourner dans leurs maisons ou sur leurs terres : 
« Nonobstant l’opiniâtreté des Canadiens à refuser les propositions équitables, qui leur ont été faites de la part de Sa Majesté britannique par Monsieur le général Wolfe; quoique ils ayent continué non seulement de porter les armes, mais même de faire la guerre d’une façon barbare et cruelle, cause très juste de leur châtiment et défaite, à cette heure qu’ils n’ont rien de plus à espérer, et qu’ils sont dans notre pouvoir, désirant leur montrer (malgré leur conduite imprudente) toute sorte de compassion et une attention tendre et charitable pour eux et leur famille. [...] les Canadiens peuvent s'en retourner dans leurs paroisses, prendre possession de leurs propres terres, habitations et effets, faire leurs récoltes, jour de leur religion, sans recevoir le moindre empêchement de la part des Anglais, [...] pourvu qu'eux de leur part, rendent les armes, prennent le Serment de Fidélité, et demeurent chez eux en repos. »
Après avoir passé un mois à commander Québec, le brigadier Robert Monckton se dirige ensuite à New York le 26 octobre, où il a été nommé colonel du 17e d’infanterie. Avant de s'embarquer, il confie le commandement de Québec à James Murray.

### La Martinique
En 1761, Jeffery Amherst a l'ordre d'envoyer une partie de l'armée britannique aux Antilles. Le major général Monckton est ainsi dépêché à la Barbade avec le 28th Foot. En janvier 1762, il commande une expédition contre la Martinique. Il y arrive le 16 janvier avec 8 000 hommes (des militaires de l'armée britannique et des volontaires locaux). Le 3 février, ils prennent la forteresse de Fort-Royal. L'ensemble de l'île martiniquaise capitule 12 jours plus tard. 

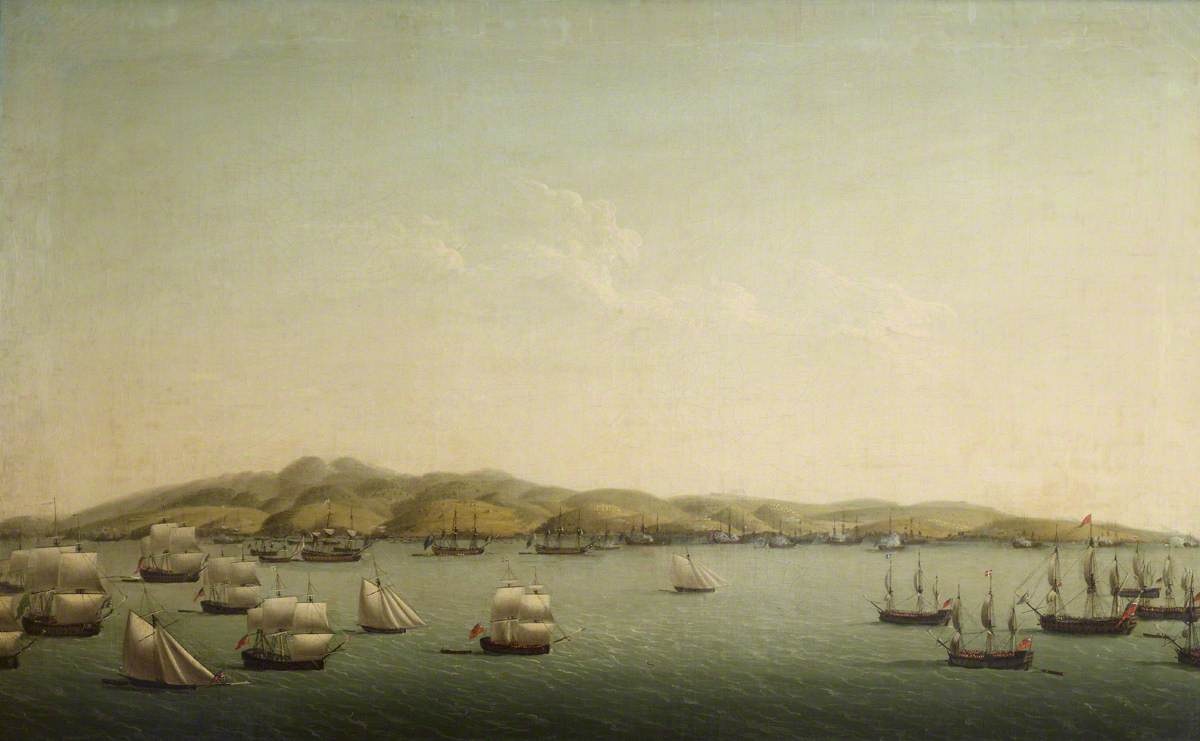
Monckton est victorieux dans une expédition à la Martinique en 1762.

Fort de sa victoire, Monckton dépêche ensuite des détachements dans les îles avoisinantes (Sainte-Lucie, Grenade et Saint-Vincent) pour s'assurer de bien contrôler la région. Pour cette action à la Martinique, il reçoit les compliments de la Chambre des communes.

### Portsmouth
De 1761 à 1765, Monckton est gouverneur de New York, puis gouverneur de Berwick-on-Tweed en Angleterre de 1765 à 1778. Entre-temps, il a été nommé lieutenant général en 1770. À la fin des années 1760, fort de ses placements dans la Compagnie anglaise des Indes orientales, Monckton sollicite un poste militaire en Inde. Ses quelques tentatives à cet effet s'avèrent infructueuses.
En 1773, Monckton revient à la charge. Cette fois, il convoite le poste de commandant en chef en Inde. Il reçoit plutôt une concession sur l'île Saint-Vincent. En 1774, il siège brièvement au Parlement londonien comme représentant de Pontefract. À partir de 1778, Monckton est nommé gouverneur de Portsmouth. Il est député pour le même lieu, et ce, jusqu'en 1782.

### Décès
Monckton décède à Londres le 21 mai 1782. Il est inhumé à l'église St Mary Abbots. Célibataire, il semble qu'il avait à sa charge 3 fils et une fille.

### Hommage
Au Québec
- Une avenue à Québec
- Une plaque commémorative à Québec
- Une rue à Sherbrooke

Au Nouveau-Brunswick
- Une ville
- Une université

### Controverse
En 1855, la ville de Moncton est nommée en son honneur. En1963, l'Acadie du Nouveau-Brunswick crée l'Université de Moncton. Le nom donné est un compromis. En 2023, un groupe de citoyens demande un changement de nom. À la lumière d'un état des lieux mené par l'historien Maurice Basque et la politologue Stéphanie Chouinard, le Conseil de l'Université prend la décision quasi-unanime de ne pas entamer une procédure visant le changement de nom de l'Université de Moncton,
Pour illustrer les sentiments mitigés qui entourent l'héritage de Monckton, « The Un-Canadians », un article paru en 2007 dans le Beaver Magazine, inclut Robert Monckton dans une liste de personnes qui, dans l'histoire du Canada, ont été considérées par les auteurs comme méprisables : « Le lieutenant-général Robert Monckton, administrateur colonial de l'Amérique du Nord britannique, a mis en œuvre l'exil des Acadiens en 1755" (The Un-Canadians, Beaver Magazine, août-septembre 2007, volume 87, numéro 4, p. 30 https://web.archive.org/web/20150624025050/http://connection.ebscohost.com/c/articles/26220434/un-canadians) 